# Богатыня (гмина)
Богатыня (пол. Bogatynia) — городско-сельская гмина (волость) в Польше, входит как административная единица в Згожелецкий повет, Нижнесилезское воеводство. Население 25 410 человек (на 2004 год).

## Демография
| Перепись                       | Всего   | Всего | Женщины | Женщины | Мужчины | Мужчины |
| ------------------------------ | ------- | ----- | ------- | ------- | ------- | ------- |
| Единицы                        | человек | %     | человек | %       | человек | %       |
| Население                      | 25 410  | 100   | 12 975  | 51,1    | 12 435  | 48,9    |
| Плотность населения (чел./км²) | 186,6   | 186,6 | 95,3    | 95,3    | 91,3    | 91,3    |

## Поселения
1. Бялополе
2. Браткув
3. Дзялошин
4. Ясная Гора
5. Копачув
6. Кшевина
7. Лютогневице
8. Опольно-Здруй
9. Пораюв
10. Посада
11. Сенявка
12. Виганцице
13. Волянув
14. Вышкув
15. Рыбажовице

## Соседние гмины
1. Завидув